# Фелікс Рікардо Торрес
Фелікс Рікардо Торрес Родрігес (ісп. Félix Ricardo Torres Rodríguez, нар. 28 квітня 1964, Асунсьйон) — парагвайський футболіст, що грав на позиції нападника, зокрема за клуби «Насіунал», «УАНЛ Тигрес» та «Олімпія» (Асунсьйон), а також за національну збірну Парагваю.

## Клубна кар'єра
У дорослому футболі дебютував 1981 року виступами за португальський «Насіунал», в якій провів два сезони. 
Згодом з 1983 по 1987 рік грав в Іспанії за «Еркулес» та «Лорка Депортіва», знову за «Насіунал», а також в парагвайському «Соль де Америка». 1986 року з 13 голами став у стані останнього найкращим бомбардиром парагвайської Прем'єр-ліги.
1987 року став гравцем мексиканського «УАНЛ Тигрес». Відіграв за монтеррейську команду наступні два роки своєї ігрової кар'єри. Більшість часу, проведеного у складі «УАНЛ Тигрес», був основним гравцем атакувальної ланки команди. У складі «УАНЛ Тигрес» був одним з головних бомбардирів команди, маючи середню результативність на рівні 0,37 гола за гру першості.
Протягом частини 1989 року знову грав за «Соль де Америка», після чого перебрався до Аргентини, де до 1995 року встиг пограти за «Депортіво Мандію», «Естудьянтес», «Расінг» (Авельянеда), «Платенсе» (Вісенте-Лопес) та «Депортіво Морон».
1995 року виступав за чилійський «Депортес Ла-Серена», а завершував кар'єру у складі «Олімпії» (Асунсьйон), за яку відіграв 5 сезонів у 1996–2001 роках.

## Виступи за збірну
1987 року дебютував в офіційних матчах у складі національної збірної Парагваю.
У складі збірної був учасником розіграшу Кубка Америки 1987 року в Аргентині та розіграшу Кубка Америки 1989 року у Бразилії.
Викликався до національної команди нерегулярно протягом 11 років, утім провів у її формі лише 6 матчів, забивши 1 гол.